# كيني ألين (سائق سباق)
كيني ألين (بالإنجليزية: Kenny Allen)‏ هو سائق سباق أمريكي، ولد في 22 نوفمبر 1956 في شيلبي في الولايات المتحدة.

## وصلات خارجية
- كيني ألين على موقع Racing-Reference.info (الإنجليزية)